# Robert Bednarek
Robert Bednarek (Bydgoszcz, 23 febbraio 1979) è un allenatore di calcio ed ex calciatore polacco, di ruolo difensore.

## Carriera

### Club

#### Korona Kielce
Debutta con il Korona Kielce il 20 agosto 2005 nella vittoria casalinga per 3-2 contro il Polonia Varsavia.
Fa la sua ultima presenza, con gol, nel Korona Kielce nella vittoria fuori casa per 0-2 contro il Gorzów Wielkopolski.

#### Arka Gdynia
Debutta con l'Arka Gdynia il 31 luglio 2009 nella sconfitta fuori casa per 2-1 contro il Lechia Danzica.
Gioca l'ultima partita con l'Arka Gdynia il 14 maggio 2011 nella sconfitta fuori casa per 1-0 contro l'Arka Gdynia.

#### Nielba Wągrowiec
Debutta con il Nielba Wągrowiec il 25 settembre 2011 nel pareggio per 0-0 contro lo Jarota Jarocin.

#### Chojniczanka Chojnice
Debutta con il Chojniczanka Chojnice il 18 marzo 2012 nella sconfitta fuori casa per 1-0 contro il KS Raków Czestochow.